# ADFGX-cijfer
Het ADFGX-cijfer was tijdens de Eerste Wereldoorlog het handcijfer dat door de Duitse veldofficier Erich Ludendorff voor het Lenteoffensief in Frankrijk in 1918 werd gebruikt. Het cijfer werd door luitenant Fritz Nebel (1891–1977) bedacht. Dit cijfer combineerde fractionering van een Polybiusvierkant, met een enkelvoudige transpositie. Men koos voor de letters ADFGX omdat deze in morsecode zeer duidelijk zijn te onderscheiden. Tijdens het offensief ontstond een variant die de letter V toevoegde: ADFGVX.
De ADFGX-variant werd ingevoerd op 5 maart 1918, net voor het grote offensief dat begon op 21 maart. Men had een nieuw cijfer nodig om het verrassingseffect te behouden, en men koos voor het ADFGX-cijfer omdat het onbreekbaar werd geacht. De cryptoanalist Georges Painvin van het Franse Bureau du Chiffre slaagde er op 6 april 1918 in een bericht in de ADFGX-variant te breken. Painvin kreeg op 1 juni 1918 het eerste bericht in de 6-letterige variant ADFGVX onder ogen en brak met de tot dan toe opgedane kennis het bericht al op 2 juni. De Fransen kregen hierdoor een aanzienlijk strategisch voordeel en wisten de Duitsers in een slag op 9 juni terug te dringen. Dat betekende een keerpunt in het offensief. Het breken van de versleuteling werd tot 1966 officieel geheimgehouden.

## Werkwijze
Een 6×6-matrix dient als sleutel en die wordt aan de hand van een sleutelwoord gevuld. Het eerste sleutelwoord is NACHTBOMMENWERPER, waarbij de dubbele letters weg worden gelaten en met de rest van het alfabet aangevuld. De getallen komen meteen na de letter, die die plaats in het alfabet heeft: 1 na A, 2 na B enzovoort. De kolommen en rijen van de matrix worden met de letters ADFGVX benoemd.
```
 | 
A D F G V X

-+------------

A
| N A 
1
 C 
3
 H

D
| 
8
 T B 
2
 O M

F
| E 
5
 W R P D

G
| 
4
 F 
6
 G 
7
 I

V
| 
9
 J 
0
 K L Q

X
| S U V X Y Z
```

De tekst wordt daarna in digrammen omgezet, bestaande uit de kopletters van de rij en de kolom. De klare tekst staat in kleine letters. De tekst in hoofdletters is nog niet de cijfertekst, hoewel de cijfertekst later ook in hoofdletters wordt geschreven.
```
d  i  t  i  s  z  e  e  r  g  e  h  e  i  m
FX GX DD GX XA XX FA FA FG GG FA AX FA GX DX
```

Vervolgens wordt op de deze tekst kolomstranspositie toegepast. Het tweede sleutelwoord is PILOTEN, maar in werkelijkheid worden veel langere sleutelwoorden of -zinnen gebruikt. Het sleutelwoord is genummerd volgens het alfabet. De digrammen worden van links naar rechts uit deze regel gelezen en van boven naar onder in een tabel ingevuld.
```
P I L O T E N

6 2 3 5 7 1 4
-------------
F X G X D D G
X X A X X F A
F A F G G G F
A A X F A G X
D X
```

De tekst wordt daarna volgens de nummering per kolom en in groepen van vijf verdeeld uitgelezen.
```
Cijfertekst: DFGGX XAAXG AFXGA FXXXG FFXFA DDXGA
```

Om de cijfertekst te ontsleutelen moet eerst een tabel met het sleutelwoord en het juiste aantal kolommen worden gemaakt. Uit het aantal letters in de cijfertekst is dan het aantal lange en korte kolommen af te leiden. De tabel wordt met de cijfertekst gevuld, kolom per kolom, in de volgorde van het sleutelwoord. De verkregen tekst moet worden uitgelezen en in digrammen worden opgesplitst. Die worden tot slot aan de hand van de eerste matrix terug in de klare tekst omgezet.
ADFGX · Autoclave · Atbash · Baconalfabet · Bifid · Caesarcijfer · Dubbele transpositie · One-time pad · Paardensprongcijfer · Playfair · Polybiusvierkant · Rozenkruisersgeheimschrift · Scytale · Straddling checkerboard · Substitutie · Transpositie · Trifid · Vigenère